# Benjamin Saxton
Benjamin Saxton (* 30. Juni 1993) ist ein ehemaliger US-amerikanischer Skilangläufer.

## Werdegang
Saxton startete im Januar 2012 in Rumford erstmals bei der US Super Tour und kam dabei auf den 61. Platz über 15 km Freistil und auf den 37. Platz im Sprint. Bei den nordischen Junioren-Skiweltmeisterschaften 2013 in Liberec errang er den 60. Platz über 10 km Freistil, den 14. Platz im Sprint und den 12. Platz mit der Staffel. In der Saison 2013/14 kam er bei der US Super Tour dreimal auf den zweiten Platz und erreichte damit den siebten Platz in der Gesamtwertung. Bei den U23-Weltmeisterschaften 2014 im Fleimstal belegte er den 42. Platz im Skiathlon, den 38. Rang über 15 km klassisch und den 33. Platz im Sprint. Nach zwei zweiten Plätzen bei der US Super Tour zu Beginn der Saison 2014/15, holte er im Sprint beim Slavic-Cup in Nové Město seinen ersten Continentalcupsieg. Im Februar 2015 errang er bei den U23-Weltmeisterschaften in Almaty den 41. Platz im Skiathlon und den sechsten Platz im Sprint und bei den Nordischen Skiweltmeisterschaften 2015 in Falun den 54. Platz im Sprint. Die Saison beendete er auf dem 12. Platz in der Gesamtwertung der US Super Tour. Bei den U23-Weltmeisterschaften 2016 in Râșnov gelang ihn der 25. Platz im Sprint. Nachdem er im Sommer 2016 den Australia/New-Zealand-Cup auf dem neunten Platz beendet hatte, kam er im Winter 2016/17 bei der US Super Tour jeweils einmal auf den zweiten und auf den dritten Platz und erreichte damit den 11. Platz in der Gesamtwertung. In der folgenden Saison erreichte er mit drei zweiten Plätzen und je einen dritten und ersten Platz den achten Platz in der Gesamtwertung der US Super Tour.
Nach Platz zwei im Sprint und Rang eins im 15-km-Massenstartrennen in Snow Farm und den achten Gesamtrang beim Australia/New-Zealand-Cup zu Beginn der Saison 2018/19, kam Saxton im Sprint in Vernon und in Lake Placid jeweils auf den dritten Platz. In Craftsbury wurde er US-amerikanischer Meister im Freistilsprint und erreichte zum Saisonende den zweiten Platz in der Gesamtwertung der US Super Tour. Zudem hatte er in Ruka sein Debüt im Weltcup, welches er auf dem 68. Platz im Sprint beendete und erreichte in Otepää mit dem 43. Platz im Sprint seine beste Platzierung in dieser Rennserie. Letztmals im Weltcup startete er im Februar 2020 in Falun, wobei er den 55. Platz im Sprint errang.

## Siege bei Continental-Cup-Rennen
| Nr. | Datum             | Ort        | Disziplin            | Serie                     |
| --- | ----------------- | ---------- | -------------------- | ------------------------- |
| 1.  | 14. Februar 2015  | Nové Město | Sprint Freistil      | Slavic-Cup                |
| 2.  | 8. September 2017 | Snow Farm  | Sprint klassisch     | Australia/New Zealand Cup |
| 3.  | 2. Februar 2018   | Gatineau   | Sprint klassisch     | Nor-Am-Cup                |
| 4.  | 6. September 2018 | Snow Farm  | 15 km klassisch Mst. | Australia/New Zealand Cup |
| 5.  | 8. Januar 2019    | Craftsbury | Sprint Freistil 1    | US Super Tour             |
| 6.  | 24. Januar 2020   | Craftsbury | Sprint klassisch     | US Super Tour             |